# Беспорядки в Кот-д’Ивуаре (2008)
Летом и осенью 2008 года, спустя полтора года после завершения Первой Ивуарийской войны, по Кот-д’Ивуару прокатилась волна беспорядков, организованных отдельными отрядами группировки «Новые силы». Жертвами этих событий стали по меньшей мере 12 человек, погибших во время столкновений.

## Предыстория
19 сентября 2002 года на севере Кот-д’Ивуара вспыхивает вооружённое восстание против президента Лорана Гбагбо. Костяком мятежников стала группировка «Новые силы», а одним из лидеров — Гийом Соро. Повстанцы захватили весь север страны, но были оставлены французскими войсками, которые вместе с миротворцами ООН расположились вдоль фронта. «Новые силы» успели взять около 60% территории государства (193 000 км²).
4 марта 2007 года в Уагадугу (Буркина-Фасо) между правительством и оппозицией был подписан мирный договор. Лидер «Новых сил» Гийом Соро был впоследствии назначен премьер-министром и вступил в должность в начале апреля. 27 ноября Гбагбо и Соро подписали ещё одно соглашения, где выборы назначались на конец июня 2008 года.
В это же время начались мероприятия по разоружению отрядов повстанцев.

## Ход событий

### Буаке (16—17 июня)
К концу мая 2008-го 2568 боевиков «Новых сил» были сгруппированы в лагерях у города Буаке. Повстанцев оповестили, что им будут выплачены денежные суммы за разоружение. Однако выдачу вознаграждений задержали на одну неделю. Как результат, 16 июня оппозиционеры подняли восстание, стреляя в воздух и нападая на мирных жителей. На улицах возведены баррикады. Премьер-министр Гийом Соро 17 июня распорядился немедленно возобновить выплаты боевикам. К вечеру того же дня беспорядки завершились.

### Вавуа и Сегеле (28 июня)
28 июня подняли мятеж бойцы «Новых сил», верные Захарии Коне, который был уволен из группировки в мае за недисциплинированность. Сперва беспорядки начались в Вавуа, а затем распространились на Сегеле. Были убиты трое мирных жителей и один боевик. Ещё один повстанец получил ранения. В тот же день беспорядки прекратились.

### Буаке (август)
20 августа в Буаке вновь вспыхнуло восстание. В нём приняли участие порядка трёх ста ополченцев. 22 августа руководству группировки удалось усмирить своих подчинённых.

### Сегеле (24 ноября)
24 ноября лагерь «Новых сил» в Сегеле подвергся нападению группы неизвестных. Они освободили заключённых и попытались забрать оружие и боеприпасы. В ходе стычки повстанцы убили восемь нападавших.